# Jarl Charpentier
Jarl Hellen Robert Touissaint Charpentier, född 17 december 1884 i Älvsborgs församling, Göteborg, död 5 juli 1935 i Uppsala, var en svensk orientalist och språkforskare.
Han blev filosofie doktor 1909, docent 1908, professor i sanskrit med jämförande indoeuropeisk språkforskning 1927, allt vid Uppsala universitet. Charpentier har utvecklat en omfattande verksamhet inom indologin och den indoeuropeiska språkforskningen. På det förra området märks Die Suparnasage (1920) och en upplaga av Uttaradhyayanasutra (1922), på det senare Die Desiderativbildungen der indoiranischen Sprachen (1912) och Die verbalen r-Endungen der indogermanischen Sprachen (1917). Bland Charpentierns populärventenskapliga arbeten märks Ur Indiens klassiska litteratur (1920), Stora Moguls dynasti (1924), Indien (1925), Jämförande indoeuropeisk språkvetenskap (1926) samt de indiska partierna och den iranska fornhistorien i Världshistoria, utgiven av Sven Tunberg och Samuel Ebbe Bring.